# L'Héritage (film, 1979)
Pour les articles homonymes, voir L'Héritage.
Pour plus de détails, voir Fiche technique et Distribution.
L'Héritage (Arven) est un film norvégien réalisé par Anja Breien, sorti en 1979. Il est en sélection officielle au Festival de Cannes 1979.

## Fiche technique
- Titre original : Arven
- Titre français : L'Héritage
- Réalisation : Anja Breien
- Scénario : Anja Breien
- Pays d'origine : Norvège
- Format : Couleurs - 35 mm - Mono
- Genre : drame
- Durée : 95 minutes
- Date de sortie :
  - mai 1979 :  France (Festival de Cannes 1979)
  - 13 août 1979 :  Norvège

## Distribution
- Espen Skjønberg : Jon Skaug
- Anita Björk : Märta Skaug
- Häge Juve : Hanna Skaug
- Jan Hårstad : Jonas Skaug
- Jannik Bonnevie : Eva Skaug
- Jonas Brunvoll : Presten
- Pelle Christensen : Advokaten
- Jack Fjeldstad : Sam Pettersen
- Mona Hofland : Rut Petersen
- Svein Sturla Hungnes : Arne Torjussen
- Ada Kramm : Fru Marie Skaug
- Eva Opaker : Gerd Skaug